# باول مورغان (مهندس)
باول مورغان (بالإنجليزية: Paul Morgan)‏ هو مهندس بريطاني، ولد في 12 يوليو 1948 في برمنغهام في المملكة المتحدة، وتوفي في 12 مايو 2001.